# Petra Hynčicová
Petra Hynčicová, née le 1er mai 1994 à Liberec, est une fondeuse tchèque.

## Biographie
Membre du club Dukla Liberec, elle prend part à sa première saison au niveau international lors de l'hiver 2010-2011, courant notamment le Festival olympique de la jeunesse européenne. En 2012, elle dispute les Jeux olympiques de la jeunesse à Innsbruck, où elle prend notamment la dixième place finale lors du sprint.
Après son premier podium sur la Coupe slave, elle est conviée à une manche de la Coupe du monde en janvier 2014 dans son pays à Nové Město na Moravě (45e du sprint). Ensuite, aux Championnats du monde junior à Val di Fiemme, elle arrive en neuvième position du sprint.  
Pendant plus de trois ans à partir de 2014, elle étudie et skie avec l'université du Colorado aux États-Unis et devient cinq fois All American.
A l'occasion de la saison 2017-2018, elle fait son retour dans l'élite, puis obtient son ticket pour les Jeux olympiques de Pyeongchang, où elle court toutes les épreuves individuelles, le sprint classique (45e), le dix kilomètres libre (60e), le skiathlon (47e) et le trente kilomètres classique (39e).
Lors de la saison 2018-2019, elle enregistre comme résultats significatifs une huitième place au sprint par équipes de Dresde et une victoire sur le sprint de l'Universiade à Krasnoïarsk, tandis qu'elle prend part à ses premiers championnats du monde à Seefeld.
En décembre 2020, la Tchèque termine pour la première fois dans le top 30 en Coupe du monde, synonyme de points, grâce à une 24e sur un sprint.
Aux Championnats du monde 2021 à Oberstdorf, la fondeuse obtient une 33e place sur le dix kilomètres comme meilleur résultat individuel, ainsi que la huitième place en relais.

## Palmarès

### Jeux olympiques
| Épreuve / Édition   | Sprint                           | Sprint    | 10 km | 10 km                            | Skiathlon 2 × 7,5 km | 30 km | Relais | Relais   |
| Épreuve / Édition   | libre                            | classique | libre | classique                        | Skiathlon 2 × 7,5 km | 30 km | Sprint | 4 × 5 km |
| JO 2018 Pyeongchang | Épreuve inexistante à cette date | 45e       | 60e   | Épreuve inexistante à cette date | 47e                  | 39e   | -      | -        |

Légende :
- : pas d'épreuve
- — : non disputée par Petra Hynčicová

### Championnats du monde
| Épreuve / Édition        | Sprint                           | Sprint                           | 10 km                            | 10 km                            | Skiathlon 2 × 7,5 km | 30 km | Relais | Relais   |
| Épreuve / Édition        | libre                            | classique                        | libre                            | classique                        | Skiathlon 2 × 7,5 km | 30 km | Sprint | 4 × 5 km |
| Mondiaux 2019 Seefeld    | 43e                              | Épreuve inexistante à cette date | Épreuve inexistante à cette date | 48e                              | -                    |       | 11e    | 13e      |
| Mondiaux 2021 Oberstdorf | Épreuve inexistante à cette date | 35e                              | 33e                              | Épreuve inexistante à cette date | -                    | 36e   | -      | 8e       |

Légende :
- : pas d'épreuve
- — : Non disputée par Petra Hynčicová

### Coupe du monde
- Meilleur classement général : 72e en 2021.
- Meilleur résultat individuel : 24e.

#### Classements en Coupe du monde
| Année     | Classement général final | Classement distance | Classement sprint |
| 2020-2021 | 72e                      |                     | 51e               |

### Universiade d'hiver
- Krasnoïarsk 2019 :
  -  Médaille d'or au sprint libre.

### Coupe OPA
- 1 podium.